# المدافعون
المدافعون (بالإنجليزية: Street Fighter)‏ مسلسل كرتوني أُنتج منه موسمين وبدأ عرضه في 21 أكتوبر 1995 واستمر حتى 14 مايو 1997. يحكي المسلسل عن مجموعة مقاتلي شوارع يحاربون الأشرار ويساعدون الضعفاء في كل مكان. دبلج مركز الزهرة هذا المسلسل إلى العربية.

## قصة المسلسل
المدافعون هم مجموعة من الأبطال الأقوياء يدافعون عن بلدان العالم ضد مخططات أحد الأشرار الأقوياء والذي يعرف ببايسون هدفه الاستلاء على العالم وإخضاعه لنفسه وغروره لكن هيهات أن تنجح مخططاته بوجود أبطالنا الشجعان الذين يفسدون جميع مخططاته الشريرة.

## الشخصيات
- غايل
- تشان لي
- بايسون
- كين
- ريو
- ساغان
- بلانكا
- كامي
- رودي
- بيرك

## الممثلون
- مروان فرحات
- محمد حداقي
- محمد خرماشو
- آمال سعد الدين
- عادل أبو حسون
- بثينة شيا
- علي كريم
- رافي وهبه
- زياد الرفاعي
- رندة مرعشلي
- علي القاسم
- مانيا نبواني
- إياد أبو الشامات
- نضال نجم
- رأفت بازو
- مأمون الفرخ
- قاسم ملحو
- رنا جمول
- أسيمة يوسف
- هيثم عساف
- فادي الصبيح

## روابط خارجية
- المدافعون على موقع IMDb (الإنجليزية)
- المدافعون على موقع ميتاكريتيك (الإنجليزية)
- المدافعون على موقع كينوبويسك (الروسية)
- المدافعون على موقع قاعدة بيانات الفيلم (الإنجليزية)
- المدافعون على موقع ANN anime (الإنجليزية)